# Poshteh-ye Sārī
Poshteh-ye Sārī (persiska: پشته ساری) är en ort i Iran.   Den ligger i provinsen Lorestan, i den västra delen av landet, 400 km sydväst om huvudstaden Teheran. Poshteh-ye Sārī ligger 1 223 meter över havet och antalet invånare är 302.
Terrängen runt Poshteh-ye Sārī är platt åt sydost, men åt nordväst är den kuperad.Runt Poshteh-ye Sārī är det ganska tätbefolkat, med 52 invånare per kvadratkilometer. Närmaste större samhälle är Kūhdasht, 6,7 km nordost om Poshteh-ye Sārī. Omgivningarna runt Poshteh-ye Sārī är i huvudsak ett öppet busklandskap.